# Pío Cabanillas Alonso
Pío Cabanillas Alonso (Madrid, Espanya, 1958), és un advocat i polític espanyol, que fou Ministre Portaveu entre els anys 2000 i 2002.

## Biografia
Va néixer el 10 de desembre de 1958 a la ciutat de Madrid, fill del ministre de la UCD Pío Cabanillas Gallas. Va estudiar dret a la Universitat Complutense de Madrid, en la qual es va llicenciar el 1981. Posteriorment amplià els seus estudis a la Universitat de Medford (Estats Units d'Amèrica).

## Activitat professional
Va iniciar la seva activitat professional com a advocat general adjunt de la News Corporation-Sky Television amb seu a Nova York, on hi va romandre fins al 1991. Aquell any s'incorporà al Grup PRISA, esdevenint successivament director d'organització i desenvolupament de la divisió de televisió, director general de Sogecable i director de desenvolupament i de relacions internacionals del Grup.

## Activitat política
El novembre de 1998 el Partit Popular el proposà com a Director General de Radiotelevisió Espanyola (RTVE), càrrec que va mantenir fins a l'abril de l'any 2000, moment en el qual fou nomenat Ministre Portaveu del Govern per part de José María Aznar. Ocupà aquest càrrec fins al juliol de l'any 2002.